# 杨蓉娅
杨蓉娅（1957年12月—），山西兴县人，汉族，中国皮肤科军医，中国人民解放军少将军衔。第八、九、十、十一届全国人民代表大会解放军代表。曾获共和国卫士、全国三八红旗手等称号。

## 生平
杨蓉娅生于一个干部家庭，“文革”时期下乡做过知青。1978年恢复高考后考入兰州医学院，1985年8月考取解放军第三军医大学皮肤病性病专业硕士研究生。1989年毕业后分配到北京军区总医院工作。在北京协和医院进修时，在六四运动期间保护并转移了34名解放军伤员，以此获“共和国卫士”称号。1994年以访问学者身份赴美国纽约大学医学中心学习两年。曾任北京军区总医院副院长，全军皮肤病诊治中心主任，解放军第三军医大学博士生导师。2010年7月晋升少将军衔。